# Ситниковы
Ситниковы — деревня в Котельничском районе Кировской области в составе Биртяевского сельского поселения.

## География
Располагается у северной окраины райцентра города Котельнич.

## История
Известна с 1671 года как деревня Червяковская с 1 двором, в 1764 уже с 26 жителями. В 1873 году здесь (Червяковская или Ситниковы) отмечено дворов 6 и жителей 37, в 1905 (починок Червяковский или Ситниковы) 8 и 53, в 1926 (деревня Ситниковы или Червяковская) 12 и 67, в 1950 24 и 69, в 1989 году оставалось 9 человек. Настоящее название утвердилось с 1939 года.

## Население
Постоянное население  составляло 2 человека (русские 100%) в 2002 году, 19 в 2010.